# Битва при Хёхсте
Битва при Хёхсте (нем. Die Schlacht bei Höchst) произошла 20 июня 1622 года между объединённой армией Иоганна Церкласа Тилли и Гонсало Фернандеса Кордобы и протестантскими силами под командой Христиана Брауншвейгского.

## Военная обстановка
Христиан Брауншвейгский хотел использовать ситуацию для решающего удара по Католической лиге. С 12 000 пехотинцев, почти 5 000 кавалеристов и тремя орудиями он двинулся из Вестфалии вдоль береговой линии реки Везер и через Гессен к реке Майн, чтобы объединить свои войска с армиями Мансфельда и Баден-Дюрлаха в Дармштадте. 
Стремясь предотвратить объединение сил Мансфельда и Христиана Брауншвейгского на Майне, католические силы форсированными маршами подошли из Вюрцбурга и 20 июня 1622 года достигли реки в районе Хёхста, где обнаружили войска протестантов, которые переправлялись через реку. Имея под своей командой 12 000 человек и немного пушек, Христиан оказался в неудачной позиции перед лицом двукратно превосходящих сил противника. Христиан выслал отряд для защиты деревни перед переправой, а оставшаяся часть ускорила переправу через реку. Бой за деревню шёл почти пять часов, а переправа через реку шла под ожесточённым артиллерийским и мушкетным обстрелом. Христиан потерял при переправе весь свой обоз и 2000 человек (по Т. Харботлу: 12 000 человек). Несмотря на большие потери, он смог соединиться с Мансфельдом.

## Результаты
Хёхст был финальной точкой борьбы за Пфальц. Вскоре после битвы объединённые силы протестантов составили 25 000 человек, что стало сопоставимо с силами католиков, и расположились на западном берегу Рейна. Фридрих V расторг с ними контракт, и затем они были наняты Голландской республикой для снятия осады с Берген-оп-Зома. 
Гейдельберг оказался в осаде и, несмотря на 11-недельное сопротивление, пал 15 сентября. При этом известии небольшой английский контингент на службе Фридриха V эвакуировался из Маннгейма в крепость Франкенталь, который на некоторое время стал последним форпостом протестантского сопротивления. Он был потерян в следующем году.